# نسخه بازخوانی
نسخهٔ بازخوانی یا بازنوازی که ممکن است دوباره‌خوانی یا دوباره‌نوازی یا کاور(به انگلیسی: cover) نیز نامیده شود، به ضبط و اجرای یک آهنگ قبلاً منتشر شده توسط یک فرد جدید می‌گویند. معمولاً آهنگ‌هایی بازخوانی و بازنوازی می‌شود که در بین مردم و شنوندگان موسیقی محبوب باشد.
گاهی خوانندگان، آهنگ های محبوب قدیمی را با سبک و تنظیم جدید مجدد اجرا می کنند و به آهنگ رنگ و بویی تازه می دهند. برخی از خوانندگان نوپا نیز برای کسب محبوبیت، از بازخوانی ترانه های معروف به عنوان روشی برای دیده شدن استفاده می کنند.
برخی از نسخه های کاور آهنگ ها بعضا از نسخه اصلی آن آهنگ محبوب تر هم شده اند. برای مثال به آهنگ Always On My Mind که توسط پت شاپ بویز اجرا شد یا به نسخه بازخوانی آهنگ Hurt توسط جانی کش می توان اشاره کرد که در لیست بهترین بازخوانی های دوران قرار دارند.

## ترانه های معروف که بارها بازخوانی شده اند
از جمله قطعه های موسیقی که به کرات بازخوانی شده اند می توان به ترانه های زیر اشاره کرد:
- بنگ بنگ از شر
- I will survive از گلوریا گینور
- Love Song از کیور
- Imagine از جان لنون
- و ...